# Tiro na cabeça
Tiro na cabeça (ou o anglicismo headshot) é um termo geralmente usado no contexto de jogos de tiro em primeira pessoa para designar um tiro que acertou na cabeça, ou que pegou muito perto desta e matou o alvo instantaneamente. Qualquer arma de projéteis, quando atinge uma pessoa na cabeça, pode matá-la não tanto pela perfuração no cérebro, mas mais pelo trauma gerado pela concussão. Um tiro na cabeça também pode caracterizar um tiro no pescoço, visto que muitos fuzis de hoje em dia, em especial o fuzil inglês Arctic Warfare, são capazes de provocar o decapitamento, caso atinjam o pescoço, pois ao atingir o pescoço, este irá ser destruído, fazendo com que a cabeça "caia", já que se encontra em cima do pescoço.
No contexto das drogas, é um termo usado para referir ao pico do efeito de alguns psicoativos como a maconha e a cocaína, sobretudo a cocaína.